# Ridgeville (Caroline du Sud)
Pour les articles homonymes, voir Ridgeville.
Ridgeville est une ville située dans le comté de Dorchester, dans l’État de Caroline du Sud, aux États-Unis. Lors du recensement de 2020, elle comptait 1 672 habitants.